# رشته‌کوه جغتای

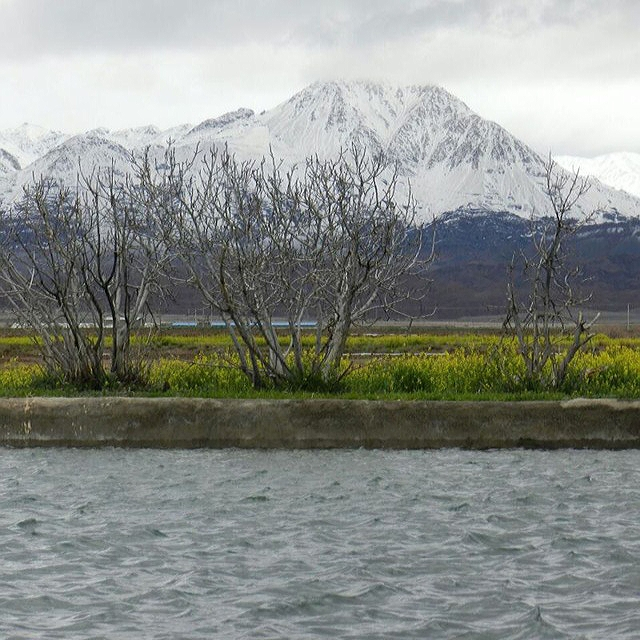
طبیعت رشته کوه جغتای

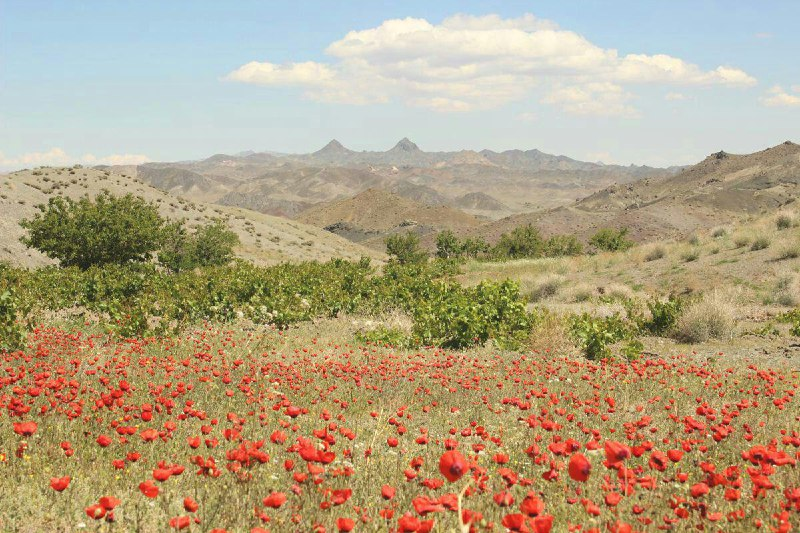
دره شقایق کیخسرو با دورنمایی از کوه دو برادر کیخسرو در شمال رشته‌کوه جغتای

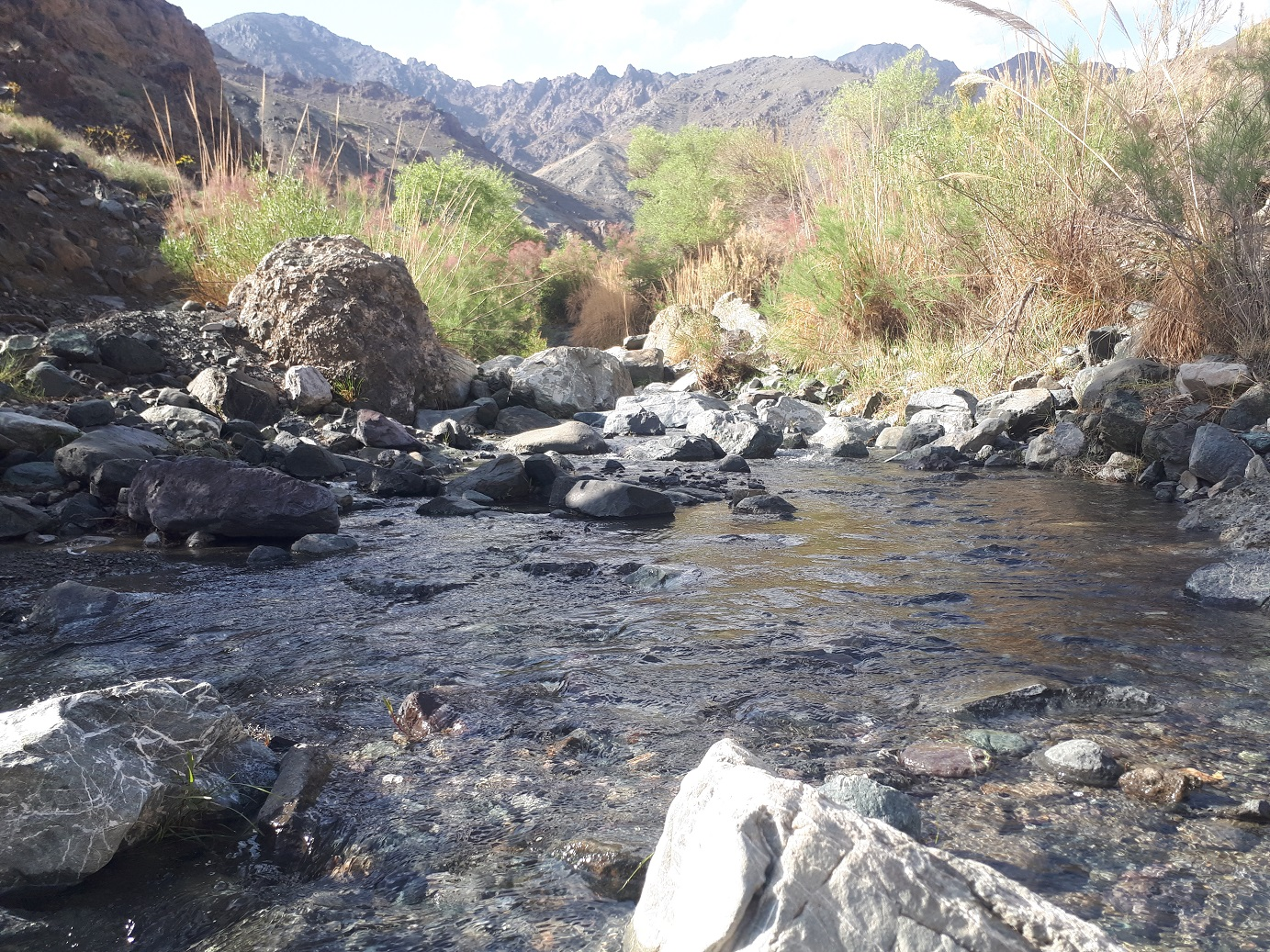
رودخانه بفره با چشم‌اندازی از قله لور معروف به قله زوپلنگ

رشته‌کوه جغتای (در گویش سبزواری:  جُغِتای) رشته‌کوهی در غرب استان خراسان رضوی و شمال شرق ایران است. این رشته‌کوه امتداد شمال غربی- جنوب شرقی دارد و در غرب و جنوب غرب شهر جغتای و در شمال غرب تا شمال شرق و شرق سبزوار گسترده شده است. این رشته‌کوه، جداکنندهٔ دشت جوین و دشت سبزوار است. قلهٔ زر، با ارتفاع ۲۹۴۵ متر بلندترین قلهٔ این رشته‌کوه است که در بخش مرکزی آن و شمال غرب سبزوار قرار دارد. نظرگاه با ارتفاع ۲۸۶۰ متر، سیاه‌کوه با ارتفاع ۲۸۵۰ متر، اُلنگ بید با ارتفاع ۲۶۳۵ متر، ارباب با ارتفاع ۲۶۲۰ متر، سفید نهر با ارتفاجݥع ۲۵۱۰ متر، سفید داغ با ارتفاع ۲۴۵۰ متر، دروازه با ارتفاع ۲۳۸۳ متر، سفید مهر با ارتفاع ۲۳۱۵ متر، لور با ارتفاع ۲۲۳۵ متر از مهم‌ترین قله‌های این رشته‌کوه هستند. ییلاقات منیدر، جغتای، زرقان، بیدخور، جلمبادان، یوسف آباد، بید، برغمد، جمال‌آباد، افچنگ، طبس، دیواندر، رودسراب، عنبرستان، کیخسرو، نورآباد و طالبی در شمال این رشته‌کوه و ییلاقات علی‌آباد، مور، آبرود، کمیز، فشتنق، زردکوهی، شاره، دلبر، لرسدید، سنگ‌سفید، رازقند، قز، بلاش‌آباد، باغجر و اولر در جنوب این رشته‌کوه واقع شده‌اند. سه رودخانهٔ دائمی بفره، ریوند و کلاته سادات از کوه‌های این رشته‌کوه سرچشمه می‌گیرند. آتشکده آذربرزین مهر، منطقه شکار ممنوع ریوند و امامزاده سلطان سید قریش (شملق) در این رشته‌کوه واقع شده‌اند.

## زمین‌شناسی
رشته‌کوه جغتای از افیولیت که ترکیبی از سنگ‌های آذرین مافیک و باقی‌ماندهٔ پوستهٔ اقیانوسی قدیمی است، طی دورهٔ کوه‌زایی آلپین در میوسن و پلیوسن تشکیل شده است.